# Eva Köckeis-Stangl
Eva Köckeis-Stangl (* 1. August 1922 in Wien; † 4. Februar 2001 in Ritzail, einer Fraktion von Freienfeld, (Südtirol)) war eine österreichische Soziologin.

## Leben
Eva Köckeis-Stangl, geb. Brill, stammte aus einer jüdischen Familie: Ihre Eltern waren der Industrielle und Kunstsammler Otto Brill und seine Frau Livia Brill. 1938 wurde Otto Brill, der im 2. Bezirk von Wien eine Lederriemenfabrik besaß, wegen seiner jüdischen Abstammung verhaftet und enteignet. Eva Köckeis-Stangl, die das Mädchengymnasium Albertgasse besucht hatte, wurde von der Schule ausgeschlossen und musste mit ihren Geschwistern 1938 nach England emigrieren. Im Herbst 1938 folgten ihre Eltern in die Emigration. In England begann sie eine Ausbildung als Krankenschwester, arbeitete in einer Elektromotorenfabrik und als Sekretärin in der Exil-Organisation Young Austria. Heirat mit Georg Breuer, 1945 Geburt ihrer Tochter.
Nach ihrer Rückkehr im Jahr 1946 trat Köckeis-Stangl der KPÖ bei und war als Hilfsarbeiterin bei Siemens-Schuckert tätig. 1948 Geburt des Sohnes. Am 14. Februar 1956 bestand die Alleinerzieherin die Externistenprüfung für das Realgymnasium mit Auszeichnung. Von 1956 bis 1959 studierte Eva Köckeis-Stangl das Fach Staatswissenschaft an der Universität Wien. Am 26. Mai 1959 wurde sie bei Slawtscho Sagoroff (1889–1970) zum Dr. rer. pol. promoviert. Das Thema ihrer Dissertation lautet: Das Stichprobenverfahren in der amtlichen Statistik. Versuch eines internationalen Überblicks 1945–1955.
Vom 1. Oktober 1959 bis zum 30. März 1963 war sie wissenschaftliche Mitarbeiterin an der Sozialwissenschaftlichen Forschungsstelle der Universität Wien. Von 1963 bis 1969 arbeitete Eva Köckeis-Stangl als Hochschulassistentin bei Leopold Rosenmayr am Institut für Soziologie der Universität Wien, und sie war zugleich von 1967 bis 1971 Lehrbeauftragte. In dieser Zeit betrieb sie empirische Sozialforschung im Braunkohlerevier Köflach-Voitsberg in einem Projekt, das eine mögliche Korrelation von Arbeitsplatzentwicklung und Bildungswille untersuchte.
1970 unternahm Eva Köckeis-Stangl – die als begeisterte Extrembergsteigerin schon mehrmals die Region besucht hatte – eine Studienreise nach Indien und Nepal. Und zum 1. Juli 1971 wechselte sie als Assistentin an das Institut für Erziehungswissenschaften der Universität Innsbruck. Hier habilitierte sie sich im Fach Erziehungswissenschaften am 19. Oktober 1973 mit der Schrift Aspekte schichtenspezifischer Sozialisation. 1980 abermalige Habilitation, am 11. Februar Erweiterung der Lehrbefugnis auf das Teilfach Sozialpsychologie. Am 1. Jänner 1988 ging Eva Köckeis-Stangl in den Ruhestand.

## Positionen
Die Untersuchungen der Wiener Sozialwissenschaftlichen Forschungsstelle standen in der Tradition von Marie Jahoda und Paul Lazarsfeld: Sie hatten in den zwanziger Jahren ihre empirisch-sozialwissenschaftlichen Studien durch die Einbeziehung psychologischer und historischer Aspekte ergänzt sowie eine Orientierung an der Praxis gesucht.
An der Universität Innsbruck hat sich Eva Köckeis-Stangl der qualitativen Sozialforschung gewidmet. Dabei orientierte sie sich an George Herbert Mead und den Vertretern des Symbolischen Interaktionismus. Sie zählte zu den Begründerinnen einer feministischen Forschung. Einbezogen hat sie auch den Einfluss einer Kritischen Psychologie, die Klaus Holzkamp und Ute Osterkamp entwickelt hatten. Gemeinsam mit ihren Kollegen Peter Gstettner und Peter Seidl schuf Köckeis-Stangl jene Möglichkeiten, die es Doktoranden erlaubten, über die jeweiligen Thesen hinaus ihre kritischen Meinungen zu formulieren. Eva Köckeis-Stangl konnte mit ihren Arbeiten die österreichische Soziologie sowie den feministischen Diskurs entscheidend prägen.
1975–1977 war sie Redaktionsmitglied der Österreichischen Zeitschrift für Soziologie. Von 1977 bis 1978 war sie Präsidentin der Österreichischen Gesellschaft für Soziologie. In Tirol beteiligte sie sich an der Gründung der Partei Grüne Alternative.

## Auszeichnung
- 1990: Verleihung der Ehrenmitgliedschaft der Österreichischen Gesellschaft für Soziologie.

## Veröffentlichungen
(erfolgten z. T. unter "Köckeis", z. T. unter "Köckeis-Stangl")
Autorin (Auszug)
- Umwelt und Familie alter Menschen. Neuwied am Rhein [u. a.], Luchterhand, 1965 (gemeinsam mit Leopold Rosenmayr)
- Kulturelle Interessen von Jugendlichen. Eine soziologische Untersuchung an jungen Arbeitern und höheren Schülern. Wien, Hollinek, 1966 (gemeinsam mit Leopold Rosenmayr und Henrik Kreutz)
- Aspekte der Vorschulerziehung, Reihe: Pädagogik der Gegenwart ; 104, Wien, Jugend und Volk, 1970 (gemeinsam mit Norbert Kutalek, Rudolf Weiss)
- Alter und Gesellschaft in: Lexikon für Pädagogik, Bd. 1, S. 35 f. Freiburg, Herder, 1970
- The Value Clash between Working-Class Subcultures and the School S. 165–183 in: Social Science Informatio (UNESCO), Jg. 9, Heft 5
- Zum Wertkonflikt zwischen Arbeitersubkulturen und der Schule, S 37 ff in: Seidl, Peter (Hrsg.) Ausleseschule oder Gesamtschule? Beiträge zu einer Reform des Sekundarschulwesens. Innsbruck, Wien, Tyrolia-Verl.,1972
- Über die Desorientierungsfunktion von Schulnoten. Mit empirischen Nachweisen von kontextuellen Determinanten in den Lehrerurteilen über Schüler. Institut für Erziehungswissenschaften, Universität Innsbruck, 1972.
- Methoden der Sozialisationsforschung. In: Klaus Hurrelmann, Dieter Ulich (Hrsg.): Handbuch der Sozialisationsforschung. Beltz, Weinheim/Basel 1980, S. 321–370, ISBN 3-407-83025-4
- Austrian Women's Perception of their Duties and Chances within the Family and beyond S. 148–178 in: Lupri, Eugen (Hrsg.) The Changing Positions of Women in Family and Society. Leiden, Verl. Brill, 1982
- Kontextuelle Determinanten der Notengebung S. 215–226 in: Ingenkamp, Karlheinz (Hrsg.) Die Fragwürdigkeit der Zensurengebung. Weinheim, 1995

Herausgeberin
- Sociology in Austria. History, present activities and projects. Köln, Böhlau, 1966 (gemeinsam mit Leopold Rosenmayr)
- Österreichisches Jahrbuch für Soziologie. Gemeinsam mit Peter Gstettner und Peter Seidl. Böhlau, Wien 1975. 3-7141-5309-8, 3-8113-5309-8